# 努拉托 (阿拉斯加州)
努拉托（英語：Nulato），是美国阿拉斯加州的一座城市。该市的人口在2000年为336人，2010年有264人。人口在阿拉斯加州排行第90。